# Dorothy Odam-Tyler
Dorothy Jennifer Beatrice Odam-Tyler (ur. 14 marca 1920 w Londynie, zm. 25 września 2014 w Long Melford) – brytyjska lekkoatletka specjalizująca się w skoku wzwyż, czterokrotna uczestniczka letnich igrzysk olimpijskich (Berlin 1936, Londyn 1948, Helsinki 1952, Melbourne 1956), dwukrotna srebrna medalistka olimpijska w skoku wzwyż (1936, 1948). Sukcesy odnosiła również w skoku w dal, rzucie oszczepem oraz pięcioboju.

## Sukcesy sportowe
- ośmiokrotna mistrzyni Wielkiej Brytanii w skoku wzwyż – 1936, 1937, 1938, 1939, 1948, 1949, 1952, 1956[2][3]
- mistrzyni Wielkiej Brytanii w skoku w dal – 1951
- mistrzyni Wielkiej Brytanii w pięcioboju – 1951
- czterokrotna halowa mistrzyni Wielkiej Brytanii w skoku wzwyż – 1936, 1937, 1938, 1939
- rekordzistka świata w skoku wzwyż – od 29 maja 1939 do 30 maja 1943[4]

| Rok  | Miasto    | Zawody                                                 | Konkurencja                          | Wynik                                |
| ---- | --------- | ------------------------------------------------------ | ------------------------------------ | ------------------------------------ |
| 1936 | Berlin    | Igrzyska olimpijskie                                   | skok wzwyż                           | srebrny medal                        |
| 1938 | Sydney    | Igrzyska Imperium Brytyjskiego                         | skok wzwyż                           | złoty medal                          |
| 1948 | Londyn    | Igrzyska olimpijskie                                   | skok wzwyż                           | srebrny medal                        |
| 1950 | Bruksela  | Mistrzostwa Europy                                     | skok wzwyż                           | srebrny medal                        |
| 1950 | Auckland  | Igrzyska Imperium Brytyjskiego                         | skok wzwyż rzut oszczepem skok w dal | złoty medal 4. miejsce 8. miejsce    |
| 1952 | Helsinki  | Igrzyska olimpijskie                                   | skok wzwyż                           | 7. miejsce                           |
| 1954 | Vancouver | Igrzyska Imperium Brytyjskiego i Wspólnoty Brytyjskiej | skok wzwyż rzut oszczepem skok w dal | srebrny medal 5. miejsce 11. miejsce |
| 1956 | Melbourne | Igrzyska olimpijskie                                   | skok wzwyż                           | 12. miejsce                          |

## Rekordy życiowe
- skok wzwyż – 1,68 – Londyn 07/08/1948
- skok w dal – 5,72 – Londyn 02/06/1951[6]